# Biljin
Biljin je naseljeno mjesto u općini Goražde, Federacija Bosne i Hercegovine, Bosna i Hercegovina.

## Stanovništvo

### Popisi 1971. – 1991.
| Biljin        |               |               |               |
| godina popisa | 1991.         | 1981.         | 1971.         |
| Srbi          | 112 (100,0 %) | 118 (100,0 %) | 117 (100,0 %) |
| Jugoslaveni   | 1 (0,88 %)    | 0             | 0             |
| ukupno        | 113           | 118           | 117           |

### Popis 2013.
| Biljin        |              |
| godina popisa | 2013.        |
| Srbi          | 11 (100,0 %) |
| ukupno        | 11           |

## Vanjske poveznice
- Službene mrežne stranice općine Goražde